# NGC 1985
NGC 1985 is een reflectienevel in het sterrenbeeld Voerman. Het hemelobject werd op 13 november 1790 ontdekt door de Duits-Britse astronoom William Herschel.

## Synoniemen
- PK 176+0.1